# Büchsenmacher Rosl
Porträt der Büchsenmacher Rosl als coloriertes Postkartenmotiv

Fotograf: Alois Machnitsch II

Link zum Foto

(Bitte Urheberrechte beachten)
Die Büchsenmacher Rosl (Vulgoname von Rosina Maria Friedrich; * 6. Jänner 1858 in Aflenz; † 7. März 1933 in Feldbach) war eine österreichische Grimassenschneiderin, deren Porträt ab den 1970er Jahren als Ansichtskarte weltweit bekannt wurde.

## Leben
Rosina Friedrich war die Tochter des aus Raudnitz in Böhmen stammenden Büchsenmachers Adalbert Friedrich und dessen Frau Barbara Friedrich, geborene Holetz. Ihre Eltern hatten am 4. Oktober 1848 geheiratet. Aus der Ehe gingen viele Kinder hervor, die größtenteils die Chirurgengattin Mathilde Schöberl als Taufpatin hatten.
Die gemeinhin so genannte Büchsenmacher Rosl führte ein unstetes Leben, sie arbeitete als Kellnerin, Kindermädchen und Wäscherin. Nebenher betrieb sie das Kartenlegen und Wahrsagen. Sie soll mehrere Kinder bekommen haben, die sie jedoch nicht selbst aufzog.
Im Alter verdiente sie mit dem Grimassenschneiden ihren Unterhalt. Ihre bekannteste Grimasse wurde 1928 vom Aflenzer Fotografen Alois Machnitsch II mit einer Plattenkamera verewigt. Zuletzt wohnte sie in der ehemaligen Köhlerhütte am Kohlplatz in Jauring/Aflenz. Sie starb 1933 im Alter von 75 Jahren im Altersheim in Feldbach.

## Posthume Bekanntheit
Zu ihrem Bekanntheitsgrad gelangte Rosina Friedrich mehr als dreißig Jahre nach ihrem Tod, denn 1966 entdeckte der Fotograf Peter Cermak aus Mariazell bei Übernahme des Fotogeschäfts eines Herrn Machnitsch das Originalbild und ließ es von einem befreundeten Maler kolorieren. Nach einer kleinen Auflage erhielt er von einem Kärntner Großverleger den Auftrag zu 12.000 dieser Ansichtskarten. Das Porträt der Büchsenmacher Rosl ging dann in dieser kolorierten Version um die Welt und ist bis heute z. B. in einschlägigen Andenkenläden in touristisch geprägten Orten Oberbayerns als Postkarte zu kaufen. Insgesamt wurde die Postkarte, die seit 1971 vom Garmischer Fotoverleger Hans-Peter Huber (Fotoverlag Huber GmbH & Co. KG) herausgegeben wird, weit über zwei Millionen Mal verkauft.

## Rezeption
Seit 2011 befindet sich beim Alpengasthof Bodenbauer (Sankt Ilgen) am Panoramaweg am Fuß des Hochschwab eine Bronzebüste von Rosina Friedrich, geschaffen ab Sommer 2007 von Klaus Gaar (* 1969) im Auftrag der Steiermärkischen Landesregierung. Im Jahr 2013 wurde die Kamera, mit der sie fotografiert worden war, unter dem Motto 155 Jahre „Büchsenmacher Rosl“ im Hochschwabmuseum in Sankt Ilgen ausgestellt.